# Парад планет
Пара́д плане́т — астрономическое явление, при котором некоторое количество планет Солнечной системы оказывается «на одной прямой» от Солнца с разбросом в 20-30°. При этом они находятся более или менее близко друг к другу на небесной сфере.
Понятие «парад планет» не является научным и используется в астрономии только для её популяризации.
Максимальное сближение небесных тел по эклиптической долготе называется соединением. Если при этом они достаточно близки по эклиптической широте, в этой конфигурации возможно покрытие более далёкого объекта более близким, прохождение планеты по диску Солнца (в случае соединения внутренней планеты и Солнца) или затмение Солнца (в случае соединения его с Луной).

## Определение парада
В астрономии нет четкого критерия «близости» планет, поэтому термин «парад планет» носит качественный характер. Более строгий смысл он имеет в астрологии, где сближением считается расположение планет в одном зодиакальном созвездии. Например, в 2002 году (в конце апреля — начале мая) четыре планеты — Меркурий, Венера, Марс, Сатурн — встретились в созвездии Тельца, а пятая — Юпитер — в соседнем созвездии Близнецов, таким образом этот парад не был великим.
В зависимости от числа планет, участвующих в параде, различают малые парады (4 планеты) и большие (или великие) парады — когда собираются 5 планет. Малые парады планет происходят примерно каждые 20 лет, большие — гораздо реже. Кроме того различают видимые и невидимые парады планет, последние случаются, если положение планет на небе оказывается близким к Солнцу.
Если исходить не из близости планет, а из точного их расположения на одной прямой, то такое событие происходит раз за многие миллионы лет.

## Гравитационное влияние
Самой массивной планетой Солнечной системы является Юпитер, которая оказывает максимальное гравитационное влияние на планеты, особенно в моменты их противостояний. Для оценки можно сравнить гравитационное влияние Юпитера с влиянием близкой к Земле Луны, которая ежедневно, наряду с Солнцем, создает приливы и отливы высотой до 15 метров. Масса Юпитера в 26 200 раз больше массы Луны, и во время противостояния, даже когда расстояние между ним и Землёй минимально, он находится на расстоянии в 1640,6 большем, чем Луна. Однако, исходя из закона Всемирного тяготения, потенциал гравитационного поля обратно пропорционален квадрату расстояния, поэтому влияние Юпитера на Землю оказывается в 103 раза меньше, чем влияние Луны. А гравитационное воздействие других планет ещё в десятки или сотни раз меньше, то есть ничтожно. В связи с этим возникающие время от времени беспокойства недостаточно информированных людей о связанных с парадом планет катастрофических событиях на Земле не имеют реальных оснований.
Другим примером является влияние Солнца на Землю. У него намного больше масса, чем у Юпитера, и меньше расстояние до Земли, что приводит к возникновению небольших приливов в 1-2 см высотой.

## Наблюдение
Для того, чтобы все пять ярких планет были видимы одновременно, непременно должно быть выполнено условие, чтобы Марс, Юпитер и Сатурн имели примерно одинаковую долготу и были видимы около внутренних планет, а Меркурий и Венера находились в восточной элонгации от Солнца весной и в западной элонгации ― осенью (для северного полушария Земли и для средних широт). Именно в такие элонгации Меркурий может быть наблюдаем достаточно продолжительное время. Менее жёсткие условия видимости у Венеры, так как её максимальная элонгация составляет 48 градусов (у Меркурия — 28 градусов).
Парад планет можно наблюдать либо вечером, либо утром. Мини-парад планет с участием четырёх планет происходит чаще, а мини-парады планет с участием трёх планет можно наблюдать ежегодно (или даже два раза в год), однако условия их видимости не одинаковы для различных широт Земли. Так, например, парад из 4 ярких планет (Сатурн не принял участие в параде) в мае 2011 года, когда Венера, Меркурий, Марс и Юпитер собрались в секторе величиной менее 10 градусов, можно было наблюдать в предрассветных сумерках, за полчаса до восхода Солнца. Мини-парад планет с сектором их видимости более 90 градусов, уверенно видимый в средних широтах России, можно было наблюдать в середине октября 2009 года. Видимые парады планет с участием пяти ярких планет происходят не чаще, чем раз в 18-20 лет, и последний тесный парад из 5 планет в секторе 38 градусов состоялся в марте 2022 года, но условия его видимости были неблагоприятны для жителей России. Но уже в июне 2022 г. можно было увидеть все пять планет одновременно, но расположенных уже в секторе 115 градусов в таком порядке: Меркурий, Венера, Марс, Юпитер, Сатурн. Такое сочетание случается ещё реже, чем парад 5 планет.
Парадом планет называется также конфигурация планет Солнечной системы, когда планеты, в том числе и невидимые невооружённым глазом, «выстраиваются» по одну сторону от Солнца в небольшом секторе. В такой конфигурации Меркурий и Венера могут быть невидимы с Земли, так как находятся в нижнем соединении с Солнцем, зато внешние планеты видимы практически в одном направлении. Ближайший прошедший такой парад был 10 марта 1982 года, а следующий будет в 2161 году.
Именно использование этого явления, произошедшего в конце 1970-х годов, дало возможность упростить исследование внешних планет-газовых гигантов и их спутников, границ Солнечной системы, а также межзвездного пространства при помощи запуска космических аппаратов по исследовательской программе «Вояджер» (запуск которых был успешно осуществлен в 1977 году). Благодаря тому что все планеты-гиганты удачно расположились в сравнительно узком секторе Солнечной системы, это позволило одним пуском посетить несколько планет. Поэтому траектория полёта была рассчитана, исходя из этой возможности с посещением Юпитера, Сатурна, Урана и Нептуна. Получилось больше задействовать гравитационные манёвры и за их счёт развить большую скорость, ускорив полет аппаратов из Солнечной системы.
Сегодня такие конфигурации планет не так актуальны, так как предпочитают отправлять зонды к каждой планете по отдельности, чтобы не ждать этих редких моментов парадов планет.

## Календарь парада планет
- 10 марта 1982 года произошёл редкий парад планет — все девять планет (Меркурий, Венера, Земля, Марс, Юпитер, Сатурн, Уран, Нептун и Плутон, который на тот момент считался планетой) собрались по одну сторону от Солнца в секторе с углом 95 градусов[6] (то есть максимальная разность гелиоцентрических эклиптических долгот планет составила 95 градусов). Многие люди были взбудоражены изданной в 1974 году в США книгой Эффект Юпитера[англ.], ставшей бестселлером, в которой утверждалось, что парад планет 1982 года послужит спусковым механизмом для сильнейшего землетрясения, которое разрушит Лос-Анджелес, однако никакого повышения сейсмичности в 1982 году отмечено не было[7].
- В 2002 году (в конце апреля — начале мая) четыре планеты — Меркурий, Венера, Марс и Сатурн — встретились в созвездии Тельца, а пятая — Юпитер — в соседнем созвездии Близнецов[8].
- В мае 2011 года Меркурий, Венера, Марс, Юпитер и Уран расположились в созвездии Овна. Наблюдение было возможно перед восходом Солнца.
- С начала июля до середины августа 2020 года наблюдалась конфигурация планет, когда на близком расстоянии от прямой оказались Юпитер, Сатурн, Венера, Марс и Земля. 22 июля к ним присоединился Меркурий[4].

| ПЛАНЕТА (НЕБЕСНОЕ ТЕЛО) ————— ДАТА | Меркурий | Венера | Земля | Марс | Юпитер | Сатурн | Уран | Нептун | Плутон | Луна |
| ---------------------------------- | -------- | ------ | ----- | ---- | ------ | ------ | ---- | ------ | ------ | ---- |
| 1513                               |          |        |       |      | ◎      | ◎      |      |        |        |      |
| 2020.12.17 — 2021.01.04            |          |        |       |      | ◎      | ◎      |      |        |        |      |
| 1604                               |          | ◎      |       | ◎    |        |        |      |        |        |      |
| 1623                               |          |        |       |      | ◎      | ◎      |      |        |        |      |
| 1713                               | ◎        | ◎      |       |      |        |        |      |        |        |      |
| 1742                               |          | ◎      |       |      |        | ◎      |      |        |        |      |
| 1802                               |          | ◎      |       | ◎    |        |        |      |        |        |      |
| 1821                               |          |        |       |      | ◎      | ◎      |      |        |        |      |
| 2026                               |          |        |       | ◎    |        | ◎      |      |        |        |      |
| 2040.11.05                         | ◎        | ◎      |       | ◎    | ◎      |        |      |        |        |      |
| 2080                               |          |        |       |      | ◎      | ◎      |      |        |        |      |
| 72 до н. э.                        |          |        |       | ◎    | ◎      | ◎      |      |        |        | ◎    |
| 1956.11.00                         |          |        |       | ◎    | ◎      | ◎      |      |        |        |      |
| 1981.03.27                         |          | ◎      |       |      | ◎      | ◎      |      |        |        |      |
| 2000.05.13                         | ◎        | ◎      |       | ◎    | ◎      |        |      |        |        |      |
| 2020.03.26                         | ◎        |        |       |      | ◎      | ◎      |      |        |        |      |
| 2020.12.03                         |          |        |       |      | ◎      | ◎      |      |        |        |      |
| 2020.12.21                         |          |        |       |      | ◎      | ◎      |      |        |        |      |
| 2020.07.22                         | ◎        | ◎      | ◎     | ◎    | ◎      | ◎      |      |        |        |      |
| 2011.06.28                         | ◎        | ◎      |       |      | ◎      |        |      |        |        |      |
| 2011.05.00                         | ◎        | ◎      |       | ◎    | ◎      |        | ◎    |        |        |      |
| 2002                               | ◎        | ◎      |       | ◎    | ◎      | ◎      |      |        |        |      |
| 1914                               |          | ◎      |       | ◎    | ◎      | ◎      | ◎    | ◎      | ◎      | ◎    |
| 1962.12.28 — 1963.01.06            | ◎        | ◎      |       | ◎    | ◎      | ◎      |      |        |        |      |
| 1982                               |          | ◎      |       | ◎    | ◎      | ◎      |      |        |        |      |
| 1982.03.10                         | ◎        | ◎      | ◎     | ◎    | ◎      | ◎      | ◎    | ◎      | ◎      |      |
| 2161                               | ◎        | ◎      | ◎     | ◎    | ◎      | ◎      | ◎    | ◎      | ◎      |      |
| 1977                               |          |        |       |      | ◎      | ◎      | ◎    | ◎      |        |      |
| 2022.06.00                         | ◎        | ◎      |       | ◎    | ◎      | ◎      |      |        |        |      |
| 2025.01.21                         |          | ◎      |       | ◎    | ◎      | ◎      | ◎    | ◎      | ◎      |      |
| 2025.02.28                         | ◎        | ◎      |       | ◎    | ◎      | ◎      | ◎    | ◎      | ◎      |      |

## Парад планет в искусстве

### Кинематография
- В фильме «2012» парад планет оказывает негативное влияние на Солнце, что приводит к ужасным катаклизмам на планете.
- В фильме «Лара Крофт — расхитительница гробниц» парад планет имеет важное сюжетное значение.
- В анимационном фильме компании Disney «Геркулес» парад планет позволяет Аиду освободить титанов.
- В 13 серии 3 сезона сериала X-Files «Парад планет» (или «Сизигия») в двух девушек вселился демон. Они родились в день парада планет, поэтому на них была сфокусирована вся энергия космических сил.
- В фильме-притче «Парад планет» наблюдение с Земли парада планет становится мигом духовного катарсиса героев.
- В сериале «Н2О: просто добавь воды», в 26 серии 2 сезона происходит парад планет, называемым 50-летним полнолунием. Когда полная луна будет стоять ровно над кратером вулкана, расположенного на острове Мако, силы, данные девушкам луной, забираются обратно навсегда, если они окажутся во время этого полнолуния в лунном бассейне, который расположен под кратером острова Мако.
- В фильме «Чёрная Дыра» с участием Вина Дизеля парад планет привёл к солнечному затмению и появлению прятавшихся от света под землёй существ.
- В фильме «Колдовская любовь» (Un Amour De Sorciere) парад планет является критическим моментом, до которого нужно крестить ребёнка, иначе он навеки попадёт во власть злого колдуна.
- В мультипликационном фильме «Черепашки Ниндзя» (2007) парад планет служил порталом.
- В фильме «Мумия: Принц Египта» парад планет помогает мумии воскреснуть.
- В мультсериале «Transformers: Prime» (2011) парад планет пробуждает гигантского трансформера Юникрона, который с незапамятных времён покоится в глубинах Земли, будучи её ядром; его пробуждение влечёт за собой целую серию катастроф и грозит уничтожить Землю.
- В фильме «Рыцарь Камелота» парад планет переносит главную героиню в Средневековье.
- Во 2 сезоне мультсериала «Легенда о Корре» происходит Гармоничное сближение, которому способствует парад планет.
- В манге и во втором аниме «Стальной алхимик» Отец использует парад планет и алхимиков, открывших врата истины, чтобы поглотить бога.
- В фильме «Горец: Источник» парад планет открывает путь к Источнику, который ищут главные герои.
- В эпизоде «Губка Боб Квадратные Штаны и Большая Волна» парад планет порождает идеальную волну, называемую «Огромной», на которой герои добираются домой.

### Филателия
Редкому параду планет 10 марта 1982 года было посвящено несколько почтовых выпусков: в 1981 году Румыния выпустила серию почтовых марок, посвящённых параду планет  (Mi #3795-3800), на каждой марке — надпись на румынском языке «1982 ALINIERIA PLANETELOR» («Парад планет 1982») и изображения планет Солнечной системы. Этому параду планет также посвящена почтовая марка КНР 1982 года  (Sc #1778) с изображением Солнца и девяти планет Солнечной системы: Меркурия, Венеры, Земли, Марса, Юпитера, Сатурна, Урана, Нептуна и Плутона, указана дата парада планет.